# Diaphorus intermedius
Diaphorus intermedius är en tvåvingeart som beskrevs av Robinson 1964. Diaphorus intermedius ingår i släktet Diaphorus och familjen styltflugor.
Artens utbredningsområde är South Carolina. Inga underarter finns listade i Catalogue of Life.